# معتمدية العلا
 وهي إحدا المدن التي وجد فيها النفط حديثا
معتمدية العلا إحدى معتمديات الجمهورية التونسية، تابعة لولاية القيروان.

## الأعلام
- الحبيب السالمي: روائي
- حسونة المصباحي: روائي
- لطفي المسعودي: مراسل بقناة الجزيرة
- سلاف: مغنية
- فاطمة بن سعيدان: ممثلة